# Thymus willdenowii
Thymus willdenowii pertany a la família de les Lamiàcies dins el gènere Thymus.

## Descripció
Thymus willdenowii és un petit arbust molt aromàtic, llenyós i molt ramificat, de fins a 30 cm de llarg, que generalment s'estén i creix pla contra les superfícies rocoses. Les seves tiges de fins a 15 cm de longitud, decumbents, pubescents, amb pèls molt prims de longitud variable. Les seves fulles fan 5,5-10 x 0,8-2,2 mm, ciliades a la base, densament piloses amb pèls més o menys patents molt prims. Les fulles madures estan peciolades, més grans i planes, lanceolades; les altres assentades, linears, revolutes, en fascicles axil·lars. Les inflorescències són allargades i les seves flors són petites, de color blanc a violeta pàl·lid, en verticil·lastres, formant caps densos, arrodonits o allargats d'entre 1,5 a 2 cm de longitud. Les seves Bràctees fan de 6,5 x 2 mm i el seu calze de 3,5-4,5 mm, amb tub de 2 mm, amb pèls llargs més o menys patents i dents superiors ciliats. Les núcules fan entre 0,5 a 0,8 mm, globoses i de color castany. Les flors floreixen entre maig a juny.

## Distribució
Thymus willdenowii creix al sud de la península Ibèrica (Gibraltar i sud de Cadis) i nord-oest d'Àfrica (Marroc i Algèria) en substrats pedregosos i fissures de roques calcàries entre els 10 i el 100 msnm.

## Propietats medicinals
Es troba dins el grup de les plantes medicinals, ja que de les seves fulles se n'extreu un extracte de cloroform el qual presenta activitat antiinflamatòria i és molt utilitzada en la medicina popular marroquina.